# Хэнни, Лиза
Лиза Хэнни (швед. Lisa Henni; род. 19 сентября 1982, Швеция, Эстерсунд) — шведская актриса. Окончила Mountview Academy of Theatre Arts в Лондоне. Первую роль получила в 2010 году в фильме «Шальные деньги».

## Фильмография[2][3]
| Год  |   | Русское название                   | Оригинальное название | Роль  |
| ---- | - | ---------------------------------- | --------------------- | ----- |
| 2012 | ф | Шальные деньги: Стокгольмский нуар | Snabba Cash II        | Софи  |
| 2012 | ф | Место под солнцем                  | En Plats i Solen      | Лотта |
| 2012 | ф | Нежить                             | Vittra                | Ида   |
| 2010 | ф | Быть с детьми                      | Att Bli Med Barn      | Юнна  |
| 2010 | ф | Шальные деньги                     | Snabba Cash           | Софи  |